# 일본 학사원상

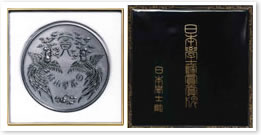

일본 학사원상(일본어: 日本学士院賞)은 일본 학사원의 상이다. 학술상 특히 뛰어난 논문에 대해 상을 시상한다. 1911년 창설되었으며, 1947년 제37회까지 명칭은 제국 학술원상(帝国学士院賞)이었다.